# 미조부치 유시
미조부치 유시(일본어: 溝渕 雄志, 1994년 7월 20일~)는 일본의 축구 선수이다.

## 구단 경력
그는 2017년 J2리그의 제프 유나이티드 지바에 입단했다. 2019년부터 2020년까지 마쓰모토 야마가 FC와 도치기 SC에서 뛰었다. 2021년 제프 유나이티드 지바로 복귀했다. 2021년 8월 도치기 SC로 임대 이적했다. 2022년 J3리그의 가마타마레 사누키로 이적했다. 2022년후 현역 은퇴.